# Althorne
Althorne ist ein Ort (Civil Parish) mit ca. 1050 Einwohnern im Süden der flachen Dengie-Halbinsel im Osten der Grafschaft Essex im Südosten Englands.

## Lage und Klima
Der Ort Althorne liegt etwa 27 km (Fahrtstrecke) südöstlich der Großstadt Chelmsford in einer Höhe von etwa 35 m; die Kleinstadt Burnham-on-Crouch ist nur ca. 5 km in südöstlicher Richtung entfernt. Das Klima ist gemäßigt; Regen (ca. 550 mm/Jahr) fällt übers Jahr verteilt.

## Wirtschaft
Die Gegend um Althorne ist überwiegend landwirtschaftlich geprägt. Auch der Tourismus spielt eine gewisse Rolle im Wirtschaftsleben des Ortes.

## Geschichte
Etwa 17 km nordöstlich errichteten die Römer das Kastell Othona; aus seinen Resten entstand unter der Leitung von Bischof Cedd († 664) um die Mitte des 7. Jahrhunderts ein Kloster mit einer der ältesten erhaltenen Kirchen Englands (St. Peter-on-the-Wall). Der Ort Althorne selbst existierte bereits im Mittelalter.

## Sehenswürdigkeiten
Die vom ehemaligen Friedhof umschlossene und größtenteils aus Feuersteinknollen errichtete St Andrew’s Church entstand im 14. Jahrhundert; der Glockenturm (bell tower) mit seinen gestuften Strebepfeilern (buttresses) und einem Zinnenkranz wurde um das Jahr 1500 angebaut; auch das Langhaus erhielt eine Zinnenerhöhung. Im 16. Jahrhundert wurde der Altarraum (chancel) erneuert. Kirchenschiff und Altarraum sind nicht gewölbt, sondern werden von offenen Dachstühlen bedeckt. Im Innern der Kirche befindet sich ein figurengeschmücktes gotisches Taufbecken (baptismal font).